# Brearedsdräkten
Brearedsdräkten är en folkdräkt från Breareds socken i Tonnersjö härad i norra Halland. Dräkten rekonstruerades 1927. Även Tönnersjö häradsdräkt används i området.

## Kvinnodräkten
Kvinnodräkten består av en vit linnesärk dekorerad med röda smocksömsbroderier. Den har en blå yllekjol. Till kjolen bärs ett vitt förkläde i bomull, vävt i rosengång. Ovanpå särken bärs ett tvärrandigt livstycke i linne, vävt i opphämta. Till detta bärs ett blått broderat halskläde i bomull. Bindmössan har tambursömsbroderi och stycke. Gifta kvinnor bär blå och ogifta vita. Det finns en blå tröja till dräkten.

## Mansdräkten
Mansdräkten består av gula knäbyxor och mönsterstickade strumpor i rött och vitt. Även mönsterstickade mössor hör till. Jackan är blå med bågformig urskärning fram och blanka knappar. Detta är typiskt för det manliga dräktskicket i Halland under första halvan av 1800-talet.